# Herbert Fischer
Herbert Fischer, nemški general, * 12. oktober 1882, † 23. oktober 1939.